# クラウディオ・ラニエリ
クラウディオ・ラニエリ（Claudio Ranieri、1951年10月20日 - ）は、イタリア・ローマ出身の元サッカー選手および指導者。現役時代のポジションはディフェンダー。

## 選手経歴

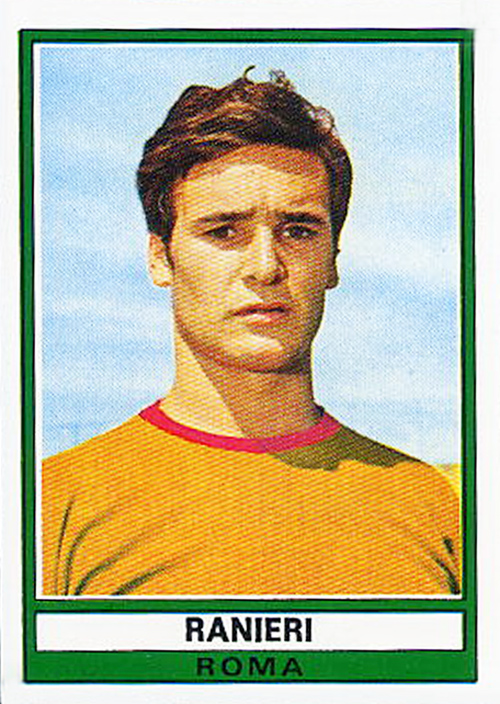
ローマ時代のラニエリ（1973年のパニーニ・ステッカーより）

1973年にASローマでプロデビュー。しかし、出場機会に恵まれず、2シーズンで6試合に出場したのみで移籍。その後はカタンザーロ、カターニア、パレルモと渡り歩き、主にDFとしてプレー。1985-86シーズンを最後に引退した。

## 監督経歴

### キャリア初期
1986年より監督としてのキャリアを開始。イタリア下部のチームを率いた後、1988年にカリアリの監督に就任した。同クラブをセリエC1からセリエAまで引き上げる。この実績が認められ、1991年にはナポリの監督に就任。就任2年目に成績不振で解任されたが、衰えの見えていたディエゴ・マラドーナに代わり、若手だったジャンフランコ・ゾラの才能を見出した。1993年よりフィオレンティーナの指揮官に就任すると、セリエAへの昇格に成功。1996年にはコッパ・イタリア優勝に導いた。

### バレンシア (第1期)
1997年にはスペインに新天地を求め、バレンシアの監督に就任。カウンターアタックによる攻撃スタイルを確立し、2シーズンの間にバレンシアを上位争いに食い込むチームへと成長させた。また、人材の育成や獲得にも手腕を発揮。下部組織出身のガイスカ・メンディエタやミゲル・アンヘル・アングロを育て、レアル・マドリードからサンティアゴ・カニサレスを獲得し正GKに据えた。

### アトレティコ・マドリード
1999年、アトレティコ・マドリードの監督に就任。しかし、勝ち点を伸ばすことができず、17位まで低迷した翌年3月に解任された。

### チェルシー
アトレティコ・マドリードの監督を経て、2000年にイングランドのチェルシーFCの監督に就任。ナポリ監督時代の教え子ゾラを中軸に据えつつ、フランク・ランパードやウィリアム・ギャラスを獲得し、未来のキャプテンであるジョン・テリーを抜擢する一方で、ベテランのデニス・ワイズを放出するなどチームの改革に成功した。2003年夏にロマン・アブラモヴィッチが新オーナーになると、1億5,000万ユーロを投じる空前の大型補強が行われる。期待が高まる中で迎えた2003-04シーズンは、無敗で優勝したアーセナルに次ぐ国内リーグ2位、UEFAチャンピオンズリーグではアーセナルを破ってのベスト4と一定の結果を出したが、求められていたタイトル獲得はならず。ラニエリはシーズン終了と同時に解任され、ジョゼ・モウリーニョがその後釜に座ることになった。

### バレンシア (第2期)
2004年夏、バレンシアの監督に復帰。開幕前にマルコ・ディ・ヴァイオ、ステファノ・フィオーレ、エミリアーノ・モレッティといったイタリア人の戦力を集め話題になる。しかし、成績は振るわずシーズン途中の2005年2月に解任された。

### パルマ

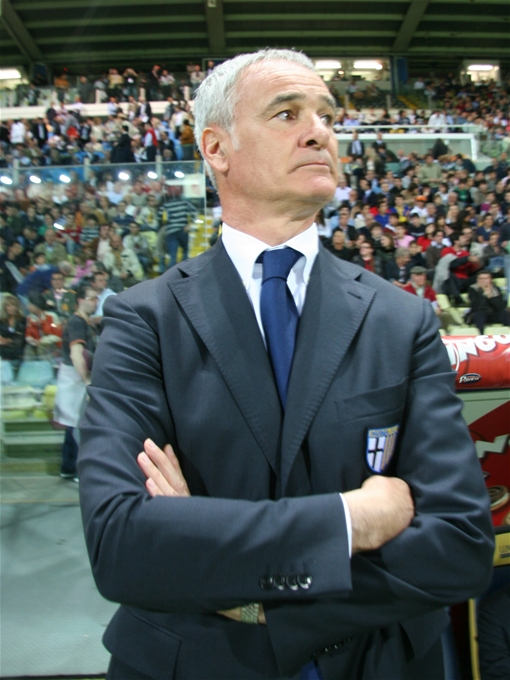
パルマ時代

2年の空白期間を経て、2007年2月にパルマFCの監督に就任。冬の移籍市場で加入したジュゼッペ・ロッシの大活躍にも助けられ、就任時に18位だったチームを立て直し、最終的に12位まで順位を上げてセリエA残留に成功した。

### ユヴェントス
パルマとは契約を延長せず、翌2007-08シーズンよりセリエAに復帰するユヴェントスの指揮官に3年契約で迎えられる。昇格直後のチームを率いてリーグ戦を3位で終え、UEFAチャンピオンズリーグ出場権を獲得した。
就任2年目の2008-09シーズンは、チャンピオンズリーグのグループステージでレアル・マドリードに連勝したものの、決勝トーナメント一回戦でチェルシーFCに敗北。国内リーグでも勝ちきれない試合が続き、2009年5月18日に解任された。

### ローマ（第1期）
2009年9月2日、開幕直後に辞任したルチアーノ・スパレッティの後任として、古巣であり出身地のクラブでもあるASローマの監督に就任。実利優先の堅実なサッカーを導入し、チームを上昇気流に乗せることに成功。優勝したインテルと勝ち点2差の2位でシーズンを終え、UEFAチャンピオンズリーグ出場権を得た。しかし、翌シーズンは一転して不振に陥り、シーズン途中の2011年2月20日に辞任した。

### インテル
2011年9月22日、ジャン・ピエロ・ガスペリーニの後を受けてインテルの監督に就任した。契約期間は2013年6月30日までの2年間。7連勝を挙げるなど一時は好調だったが、1月末から9戦勝ちなし、UEFAチャンピオンズリーグもベスト16で敗退と低迷。ユヴェントスに0-2で敗れた後、解任された。

### ASモナコ
2012年5月、リーグ・ドゥのASモナコの監督に就任。2012-13シーズンは1部昇格に導き、大量補強をした2013-14シーズンは2位に導きチャンピオンズリーグ出場権を得るものの、2014年5月に解任。

### ギリシャ代表
2014年のワールドカップ終了後にギリシャ代表監督に就任するが、成績不振により同年11月に解任。公式戦の戦績は4試合で3敗1分け。UEFA EURO 2016予選は最下位に低迷していた。

### レスター・シティ
シーズン開幕前に電撃解任されたナイジェル・ピアソンの後を受け、2015-16シーズンから指揮をとった。ラニエリは監督就任すると真っ先に守備を整備し、シンプルなフォーメーション 442の堅守速攻へと舵を切り、先発メンバーを固定し、基本と堅守を徹底し難しい戦術などは切り捨てた。プレミアリーグ新となる11戦連続ゴールを記録し、叩き上げのFW ジェイミー・ヴァーディを活かすカウンターで手堅く勝ち点を積み重ね常勝していった。
ヴァーディはチームでの活躍を評価されナショナルチーム初招集を受けた。ダニー・ドリンクウォーターとエンゴロ・カンテはこのシーズンのPFA年間最優秀選手賞を受賞した。リヤド・マフレズなどの進境著しい選手を率い、残留争いを演じていた前シーズンとは一転、シーズン前半から首位争いを演じた。シーズンを折り返した後も2位につけていた優勝争いの常連、マンチェスター・シティを敵地エティハド・スタジアムで破り首位を守るなど好調を維持。2016年5月2日に優勝が確定、レスター・シティにクラブ創設133年目にして初のトップリーグタイトルをもたらすとともに、自身も長年欧州各国の強豪チームの監督を務めたにもかかわらず無縁だったリーグタイトルを、初めて手にすることになった。
翌シーズンは、UEFAチャンピオンズリーグではグループステージを首位突破したものの、リーグ戦では降格圏に低迷。2017年2月23日、成績不振による解任が発表された。

### ナント
2017年6月12日、FCナントの監督に就任。シーズン終盤までは好調だったが、その後は勝ち星を得られず、最終試合を前に今シーズン限りでの退任を発表した。

### フラム
2018年11月14日、フラムFCの監督に就任した。しかし、シーズン通じての悪い流れを変えることは出来ず、2019年2月28日に解任された。

### ローマ（第2期）
2019年3月8日、解任されたエウゼビオ・ディ・フランチェスコの後任として、ASローマの監督に就任2018-19シーズン終了まで監督を務めた。

### サンプドリア
2019年10月12日、UCサンプドリアの監督に就任。2020-21シーズン終了後に退任した。

### ワトフォード
2021年10月4日、ワトフォードFCの監督に就任した。シーズン途中に就任したが不振に陥り、ノリッジ・シティ戦に0-3で敗れた後、2022年1月25日、解任が発表された。

### カリアリ（第2期）
2022年12月23日、解任されたファビオ・リベラー二の後任としてセリエBのカリアリ監督に就任、当時セリエC1だった1988年以来32シーズン振りの復帰であった。契約期間は2025年6月まで。
就任当初リーグ14位と低迷していたチームを立て直し、5位でセリエA昇格プレーオフに進出。決勝でSSCバーリに勝利し、1年で再昇格に導いた。
2024年に監督業の引退を表明し、2023-24シーズンをもって勇退した。

### ローマ（第3期）
2024年11月16日、廃業の身であったが低迷していた古巣ローマの立て直しを請われ、解任されたイヴァン・ユリッチの後任として監督に就任した。以降はリーグ戦を16勝6分4敗という驚異的なV字回復で好転させ、UEFAヨーロッパリーグの出場権も手にした。
シーズン終了後にはクラブの上級管理職に就任し、スポーツ面でのオーナーのアドバイザーとなることも併せて発表された。

## 監督成績
2025年5月30日現在
| クラブ                   | 国               | 就任           | 退任           | 記録  | 記録 | 記録 | 記録 | 記録  | 記録  | 記録 | 記録   |
| クラブ                   | 国               | 就任           | 退任           | 試    | 勝   | 分   | 敗   | 得    | 失    | 差   | 勝率   |
| ------------------------ | ---------------- | -------------- | -------------- | ----- | ---- | ---- | ---- | ----- | ----- | ---- | ------ |
| ラメーツィア             | イタリアの旗     | 1986年5月28日  | 1987年6月9日   | 30    | 21   | 8    | 1    | 44    | 12    | +32  | 070.00 |
| ポッツオーリ             | イタリアの旗     | 1987年6月10日  | 1988年1月25日  | 24    | 5    | 7    | 12   | 14    | 34    | −20  | 020.83 |
| ポッツオーリ             | イタリアの旗     | 1988年5月9日   | 1988年6月9日   | 4     | 0    | 1    | 3    | 3     | 11    | −8   | 000.00 |
| カリアリ                 | イタリアの旗     | 1988年6月7日   | 1991年5月31日  | 123   | 48   | 48   | 27   | 126   | 98    | +28  | 039.02 |
| ナポリ                   | イタリアの旗     | 1991年5月31日  | 1992年11月22日 | 55    | 25   | 16   | 14   | 92    | 66    | +26  | 045.45 |
| フィオレンティーナ       | イタリアの旗     | 1993年9月19日  | 1997年6月3日   | 174   | 76   | 58   | 40   | 266   | 185   | +81  | 043.68 |
| バレンシア               | スペインの旗     | 1997年9月19日  | 1999年6月27日  | 96    | 51   | 18   | 27   | 169   | 106   | +63  | 053.13 |
| アトレティコ・マドリード | スペインの旗     | 1999年6月29日  | 2000年2月3日   | 39    | 16   | 10   | 13   | 63    | 53    | +10  | 041.03 |
| チェルシー               | イングランドの旗 | 2000年9月18日  | 2004年5月31日  | 199   | 107  | 46   | 46   | 358   | 197   | +161 | 053.77 |
| バレンシア (第2期)       | スペインの旗     | 2004年6月16日  | 2005年2月25日  | 36    | 15   | 9    | 12   | 48    | 41    | +7   | 041.67 |
| パルマ                   | イタリアの旗     | 2007年2月13日  | 2007年5月31日  | 18    | 7    | 6    | 5    | 24    | 19    | +5   | 038.89 |
| ユヴェントス             | イタリアの旗     | 2007年6月4日   | 2009年5月18日  | 93    | 46   | 30   | 17   | 168   | 96    | +72  | 049.46 |
| ローマ                   | イタリアの旗     | 2009年9月2日   | 2011年2月20日  | 84    | 47   | 16   | 21   | 140   | 103   | +37  | 055.95 |
| インテル                 | イタリアの旗     | 2011年9月22日  | 2012年3月26日  | 35    | 17   | 5    | 13   | 46    | 42    | +4   | 048.57 |
| モナコ                   | フランスの旗     | 2012年5月30日  | 2014年5月20日  | 88    | 51   | 26   | 11   | 152   | 77    | +75  | 057.95 |
| ギリシャ代表             | ギリシャの旗     | 2014年7月25日  | 2014年11月15日 | 4     | 0    | 1    | 3    | 1     | 5     | −4   | 000.00 |
| レスター・シティ         | イングランドの旗 | 2015年6月15日  | 2017年2月23日  | 81    | 36   | 22   | 23   | 119   | 105   | +14  | 044.44 |
| ナント                   | フランスの旗     | 2017年6月15日  | 2018年6月1日   | 41    | 15   | 10   | 16   | 44    | 48    | −4   | 036.59 |
| フラム                   | イングランドの旗 | 2018年11月14日 | 2019年2月28日  | 17    | 3    | 3    | 11   | 16    | 34    | −18  | 017.65 |
| ローマ (第2期)           | イタリアの旗     | 2019年3月8日   | 2019年5月27日  | 12    | 6    | 4    | 2    | 17    | 12    | +5   | 050.00 |
| サンプドリア             | イタリアの旗     | 2019年10月12日 | 2021年6月30日  | 72    | 27   | 13   | 32   | 99    | 108   | −9   | 037.50 |
| ワトフォード             | イングランドの旗 | 2021年10月4日  | 2022年1月24日  | 14    | 2    | 1    | 11   | 17    | 34    | −17  | 014.29 |
| カリアリ (第2期)         | イタリアの旗     | 2023年1月1日   | 2024年5月23日  | 65    | 22   | 22   | 21   | 81    | 89    | −8   | 033.85 |
| ローマ (第3期)           | イタリアの旗     | 2024年11月14日 | 2025年5月      | 36    | 22   | 7    | 7    | 61    | 32    | +29  | 061.11 |
| 合計                     | 合計             | 合計           | 合計           | 1,439 | 665  | 386  | 388  | 2,168 | 1,607 | +561 | 046.21 |

## タイトル

### クラブ
ACFフィオレンティーナ
- セリエB：1回 (1993-94)
- コッパ・イタリア：1回 (1996)
- スーペルコッパ・イタリアーナ：1回 (1996)

バレンシアCF
- コパ・デル・レイ：1回 (1999)
- UEFAインタートトカップ：1回 (1998)
- UEFAスーパーカップ：1回 (2004)

レスター・シティFC
- プレミアリーグ：1回 (2015-16)

### 個人
- プレミアリーグ月間最優秀監督：5回（2003年9月、2004年3月、2015年11月、2016年3月、2016年4月）
- ザ・ベストFIFA男子監督：1回（2016年）

## 関連書籍
- サッカーマガジン『岡崎慎司はなぜプレミアで成功したのか?―レスター優勝の原動力となった日本人FWの価値と成功の理由』ベースボールマガジン社、2016年5月。ISBN 978-4583110394。
- 岡崎慎司『未到　奇跡の一年』KKベストセラーズ、2016年6月。ISBN 978-4584125243。
- フランク・ウォーロール 著、タカ大丸 訳『ジェイミー・ヴァーディー : 英国一の成り上がりストライカー』徳間書店、2016年6月。ISBN 978-4198641962。
- ロブ・タナー 著、タカ大丸 訳『レスターの奇跡』イースト・プレス、2016年7月。ISBN 978-4781614595。
- ガブリエル マルコッティ 著、田島大 訳『奇跡のコーチング クラウディオ・ラニエリ伝記』TAC出版、2016年12月。ISBN 978-4813268000。